# Nils Nobach
Nils Nobach (eigentlich Kurt Nobach; * 31. Juli 1918 in Neustrelitz/Mecklenburg; † 28. Mai 1985 in Las Ledas/La Palma) war ein erfolgreicher deutscher Schlagerproduzent und -komponist der 1950er und 1960er Jahre und galt als Entdecker von Bibi Johns, Angèle Durand, Wolfgang Sauer, Fred Bertelmann und Conny Froboess. Als Schlagertexter trat Nobach auch unter dem Pseudonym Peter Ström und Lambert Fleming in Erscheinung.

## Werdegang
Die Biografie von Kurt Nobachs Witwe Maike Nobach-Bergen geht nur fragmentarisch auf seine berufliche Laufbahn und seine Erfolge ein. Nobachs Großeltern führten in Neustrelitz eine Gärtnerei, in der er geboren wurde. Das einzige Kind von Martha Niekrenz und Paul Nobach († 1939) begann nach einer kaufmännischen Lehre im Jahr 1939 im Hamburger Schauspielhaus als Theaterschauspieler; er heiratete im selben Jahr die Tochter des Schauspiellehrers Carl Wüstenhagen, Sigrid Wüstenhagen; die Ehe war nur von sehr kurzer Dauer. 1942 wechselte er zum Theater nach Cottbus. Nach dem Krieg arbeitete er ab September 1945 zunächst als Radiomoderator beim NWDR in der auf seiner Idee beruhenden Sendung Was ist Swing?. Beim NWDR, wo er auch Livesendungen leitete, blieb er bis 1949. Unter Gerhard Mendelson arbeitete er kurzzeitig als Musikproduzent im Hamburger Studio des österreichischen Plattenlabels Austrophon.

## Musikproduzent bei Telefunken

Label der Schellackplatte Addio Donna Grazia von Vico Torriani, 1951

1950 ging er als Aufnahmeleiter unter Herbert Grenzebach zu Telefunken (Teldec), wo er im Jahr 1951 mit Vico Torriani dessen erste Platte Ein Abend am Lido / Addio Donna Grazia (Decca #F43243) produzierte. Im März 1951 entdeckte er die belgische Sängerin Angèle Durand nach einem Auftritt in der Hamburger Er-und-Sie-Bar. Im Juli 1951 verschaffte er ihr einen Plattenvertrag bei Telefunken, die mit ihr am 1. August 1951 Wenn Mademoiselle Dich küßt, das auf dem französischen Chanson Sous le ciel de Paris basierte, und Kurt Weills September Song aufnahm. Bis März 1953 produzierte Nobach mit ihr über 10 weitere Titel.

## Musikproduzent bei Electrola
Im April 1953 wechselten beide zu Electrola, wo Nobach zum Produktionsleiter aufstieg. Faktisch war er dort auch A&R-Direktor, denn er entdeckte eine Vielzahl von Interpreten, die er für Electrola gewinnen konnte. Hier produzierte Nobach für Angèle Durand den ersten großen Hit mit So ist Paris (Electrola #8617; September 1956; Rang 2 der deutschen Hitparade), der deutschen Fassung von Paris Canaille. Durand brachte mit Nobach-Produktionen weitere Titel in die Hitparade, doch erst Hula Hoop war im November 1958 der zweitgrößte Erfolg mit einem Rang drei der deutschen Hitparade. Zuvor hatten Nobach und Durand am 18. August 1958 standesamtlich in Köln geheiratet. Bis November 1960 produzierte er sie noch, dann übernahm bis Oktober 1961 Hans Bertram die Aufsicht, im Oktober 1961 ließ sich Nobach scheiden.

### Wolfgang Sauer

Label der Single Cindy, Oh Cindy von Wolfgang Sauer, 1957

Nobach entdeckte den blinden Wolfgang Sauer nach Rundfunkaufnahmen in Baden-Baden und Stuttgart. Dessen ersten Hit Eine Melodie geht um die Welt (EG 8033) produzierte er am 24. Januar 1954. Sauers größter Hit war die Coverversion des 1952 entstandenen Titels Mütterlein, das als Glaube mir (EG 8055) am 5. März 1954 entstand und nach Veröffentlichung im Oktober 1955 über 500.000 Mal verkauft wurde. Sauers erster Hitparadenerfolg war das am 18. Januar 1957 entstandene Cindy, Oh Cindy (EG 8667) mit deutschem Text von Kurt Feltz, das für drei Wochen den ersten Rang belegte. Dabei wurde der Erfolg jedoch beeinträchtigt, weil die Konkurrenz bei Polydor eine Fassung von Margot Eskens nachschob, die nach Veröffentlichung im Februar 1957 mit zehn Wochen auf Rang eins zur zweit erfolgreichsten Single des Jahres 1957 avancierte. Am selben Aufnahmetermin entstand Warum strahlen heut‘ Nacht die Sterne so hell, das nach Veröffentlichung im März 1957 Rang zwei erreichte. Nobach produzierte mit Sauer auch dessen favorisierten Musikstil, den Jazz. So entstand am 28. April 1955 der Klassiker Basin Street Blues mit Sauers Blue Rhythm All Stars.

### Bibi Johns
Die schwedische Sängerin Bibi Johns erhielt im Dezember 1951 in den USA bei RCA einen Plattenvertrag und blieb dort bis Juni 1953. Als sie danach ihren Vater besucht, begegnet sie Nobach, der sie zu Probeaufnahmen mit nach Deutschland nimmt. Am 26. Oktober 1953 entstand mit Bibi Johns deren erste Aufnahme in Deutsch, Bella Bimba (komponiert von Kurt Feltz) / Ich habe solche Angst (27. Oktober 1953), das von Hans-Arno Simon und Peter Ström komponiert wurde (EG 8020), dann Little Rock / Bye Bye Baby (17. November 1953; EG 8022) und der erste große Hit Sehnsucht (2. November 1953) / Ich habe solche Angst (8019), der im November 1953 als erste der Aufnahmen auf den Markt kommt. Als 1956 die ersten deutschen Hitparaden veröffentlicht wurden, konnte Bibi Johns keine großen Erfolge mehr feiern.

### Paul Kuhn

Label der Schellackplatte Der Mann am Klavier von Paul Kuhn, 1955

Bibi Johns sang auch in Begleitung von Paul Kuhn, einem Berliner Jazzer, der ebenfalls von Nobach entdeckt wurde. Am 22. September 1954 entstand Gilli Gilli Oxenpfeffer, Katzenellenbogen in Tirol / My Pretty Sugar mit Paul Kuhn unter Produktionsregie von Nobach. Als Solist nahm Kuhn seine erste Platte am 23. Februar 1954 mit Ach Walther, Walther, Walther / Ach hätt‘ ich das Gefühl doch mal (Columbia DW 5325) auf. Der mit leiernder Stimme vorgetragene Titel Der Mann am Klavier entstand Ende 1954 (EG 8639; Odeon O-28663), er verkaufte nach Veröffentlichung im August 1955 über 250.000 Exemplare und erreichte Rang 4 der Charts. Nils Nobach hatte den Jazzer Paul Kuhn überreden müssen, dieses Stimmungslied herauszubringen, weil er im Erfolgsfalle damit viel Geld verdienen könne. Paul Kuhn: „Ich wollte das nicht singen, habe mich dagegen gesträubt. Der Produzent Nils Nobach hat mich dazu überredet: ‚Überleg' doch mal, wie viel Geld Du als Schlagersänger verdienen kannst, wenn das Ding ankommt.‘ Ja, es stimmt. Ich hab’ die Platte für Geld aufgenommen“.

### Fred Bertelmann
Im Jahr 1955 hatte Nobach auch Fred Bertelmann für die Electrola entdeckt, jedoch überließ er Bertelmann dem Produzentenkollegen Hans Bertram, der mit ihm noch 1955 eine Serie von Hits produzierte. Nobach, der für Bertelmann insgesamt 13 Titel unter dem Pseudonym Peter Ström textete, produzierte lediglich einen Hit für Bertelmann mit Hitparadenformat, und zwar Ihr zartes Lächeln (17. Dezember 1958), das bis auf Rang sechs der Hitparade hochkam. Weitere 14 von Nobach produzierte Bertelmann-Titel kamen nicht in die Charts.

### Conny Froboess

Conny Froboess – Diana

Dem Teen-Idol Cornelia Froboess verpasste Nobach den Kosenamen „Conny“ und die von ihm geschriebene deutschsprachige Fassung (wiederum unter dem Pseudonym Peter Ström) des Welthits Diana, die als erste Single nach Veröffentlichung im Januar 1958 gleich bis auf Rang zwei der deutschen Charts vordringen konnte und die Schlagerkarriere des Kinderstars einleitete. Produzent Nobach hatte Conny mit ihrem Vater Gerhard Froboess Ende 1957 in einem Klub in Zürich kennengelernt und ihr zu einem Plattenvertrag bei Electrola verholfen. Auch die zweite Single stammte im Original von Paul Anka, nämlich I Love You Baby. Nachdem sie im April 1958 erschienen war, kletterte sie ebenfalls bis auf Rang zwei. Nobach übernimmt die Musikproduktion für den am 5. März 1959 uraufgeführten Kinofilm Hula-Hopp, Conny und weitere Musikproduktionen für Filme mit Conny Froboess, die sich erfolgreich auch in der Hitparade bis August 1962 halten kann.

### Weitere Interpreten
Eddie Constantine machte mit seinem Wiener Deutsch mit amerikanisch-russisch-französischem Akzent bereits 1953 erste Aufnahmen unter Nobach, doch das Label wollte Constantines Forderung nach einer garantierten Jahresgage von 40.000 DM nicht akzeptieren. Für Constantine textete Nobach später Du bist mein liebster Gast 1957, als dieser bei Capitol sang.
Ralph Bendix hatte von einer Amerikareise den religiösen Titel In the Beginning von Frankie Laine aus Dezember 1954 mitgebracht und sie Nobach vorgespielt. Wolfgang Neukirchner (Adolf von Kleebsattel), hauptberuflicher Verwaltungsrichter, verfasste unter dem Titel Es war im Anfang (EG 8650) eine deutschsprachige Coverversion. Trotz ablehnender Haltung der evangelischen Kirche zu einem Rezensionsexemplar war Nobach vom Musikstück überzeugt und ließ es im März 1957 veröffentlichen. Die nachfolgende partielle Radiozensur half – die Single kam nicht in die Charts.

Label der Single Ich will ’nen Cowboy als Mann von Gitte, 1963

Nobach entdeckte 1958 Rex Gildo, vermittelte ihm einen Plattenvertrag mit Electrola und textete das Duett mit Vivi Bach Singen Swingen (August 1960). Rex Gildo wurde fortan jedoch abwechselnd von anderen Produzenten übernommen und wechselte 1966 zu Ariola. Gitte Hænning brachte 1963 den Superhit Ich will ’nen Cowboy als Mann heraus, den Nobach zusammen mit Rudi von der Dovenmühle schrieb, produziert von Heinz Gietz. Damit belegte Gitte zunächst Rang eins der Deutschen Schlager-Festspiele am 15. Juni 1963, verkaufte nach Veröffentlichung im Juni 1963 bis zum Jahresende 500.000 Exemplare und 1.050.000 bis Juni 1965. Der Titel mit dem ungewöhnlichen Schlagertext belegte für zehn Wochen die Topposition der Charts. Nobach verfasste eine trotzige Persiflage mit mahnenden elterlichen Gegenstimmen, die ihrer Tochter zu Männern mit soliden Berufen rieten.
Mit den Nilsen Brothers produzierte Nobach im November 1958 den amerikanischen Klassiker Tom Dooley, das nach Veröffentlichung im Dezember 1958 für sieben Wochen Rang eins der deutschen Charts belegte und 1,3 Millionen Mal verkauft wurde. Im Juli 1960 verfasste er für die Nilsen Brothers zusammen mit Angèle Durand den Titel Die Cowboys von der Silver Ranch. Den ehemaligen britischen Armee-Angehörigen Billy Sanders entdeckte Nobach im Düsseldorfer Tabaris-Club. Am 3. April 1958 entstand die erste Single mit dem Titel Party. Nobach nahm Sanders mit nach Ariola, wo am 15. November 1961 Hallo Mr. Twist entstand. Einziger produzierter Hit war der Stimmungstitel Gartenzwergmarsch vom Juni 1962 (Text: Hans Bradtke), der bis auf Rang 12 der Charts vordringen konnte.

## Musikproduzent bei Ariola
Nobach wurde im November 1961 leitender Musikproduzent des in Köln neu eröffneten Produktionszweigs der Ariola; seine Position bei Electrola übernahm im Oktober 1961 Heinz Gietz (Musikdirektor) und Günter Ilgner (kfm. Leiter).
Nora Nova wurde von Nobach 1960 entdeckt und nahm erfolglos bei Electrola drei Singles auf. Zusammen mit Nobach wechselt sie 1961 zu Ariola, wo als erster Titel Che Vero / Am weißen Strand von Santorin (#222) entsteht, doch erst Männer gibt’s wie Sand am Meer erreicht im Januar 1963 Rang 20 der deutschen Charts. Dann jedoch wird der in Deutschland völlig unbekannten Sängerin die Ehre zuteil, das Land beim Eurovision Song Contest 1964 in Kopenhagen zu vertreten. Nobach schreibt einen chansonartigen Text unter dem Titel Man gewöhnt sich so schnell an das Schöne (#15866), sein engster Freund Rudi von der Dovenmühle steuert die Musik bei. Der Titel nimmt beim Eurovisionswettbewerb am 21. März 1964 in Kopenhagen teil, landet jedoch abgeschlagen ohne Punkte auf Rang 13.
Im März 1963 holt Ariola-Labelchef Rolf Engleder Marlene Dietrich und Sophia Loren zum Label, die Nobach ebenso produziert wie Dalida und Zarah Leander.

Label der Single Der Knüller Mausi Müller von Michael and the Firebirds, 1965

Nobach produzierte die erste Single von Michael and the Firebirds, Der Knüller Mausi Müller / Wir sind eine Dancing Band (Ariola #10 690), die im Juli 1964 in Mono erschien. Die A-Seite ist die deutschsprachige Version Abigail Beecher von Freddie Cannon, zu der Nobach als Peter Ström den deutschen Text schrieb. Die unbekannt gebliebene Gruppe war nach Michael „Mike“ Kogel benannt, den Nobach 1966 mit der spanischen Band „Los Sonor“ zusammenbrachte. Im April 1966 nahm die in Los Bravos umbenannte Formation den Sommerhit Black is Black auf.

## Wieder bei Electrola
Billboard zufolge ist Nobach im Januar 1967 zu Electrola zurückgekehrt. Eine seiner ersten Aufgaben war am 7. September 1967 die Produktion der Musikspuren für die Wanda-Jackson-Titel Abschiedsrosen, Der Mond ist der Freund der Verliebten, Addio My Love und Vom Winde verweht, die am 7. November 1967 in den Capitol Recording Studios in Hollywood mit Wanda Jacksons Stimme komplettiert wurden. Cliff Richard, in seiner Heimat Großbritannien längst ein Star, kam nach Köln und ließ von Nobach den Titel Es ist nicht gut allein zu sein (getextet von Nobach, Musik von Charlie Niessen) produzieren. Im Dezember 1967 gelangte der Titel in die Hitparade, wo er jedoch lediglich bis auf Rang 21 vordringen konnte. Danach ließ Cliff Richard die deutsche Fassung seines englischen Hits Congratulations (Man gratuliert mir) am 9. April 1968 produzieren. Cliff hatte bereits Anfang der sechziger Jahre deutsche Coverversionen seiner englischen Hits eingespielt, wobei oft die Original-Musikspur benutzt wurde, sodass lediglich noch der deutsche Text aufzunehmen war.

## 1970er Jahre und später
In den 1970er Jahren ließen die Aktivitäten Nobachs merklich nach. Im November 1968 beaufsichtigte er Adamos Aufnahme des Titels Es geht eine Träne auf Reisen, bei der es einige Komplikationen gab. Adamo war mit einer Textpassage nicht einverstanden, und Erfolgstexter Carl Ulrich Blecher (der viele deutsche Texte für  Cliff Richard-Hits geschrieben hatte) musste eigens von Berlin nach Köln anreisen. Mit einem Rang zwei wurde es der erfolgreichste Song von Adamo. Für Gilbert Bécaud schrieb Nobach 1972 Laßt uns singen, Erik Silvester übernahm Venga Toro im Juli 1973, Adamo sang 1974 Diese Welt ist ein Jahrmarkt und Fatty Jack 1975 Nobachs Die Niete aus der Klasse.
Seit 1971 war Nils Nobach in fünfter Ehe verheiratet mit der aus Surinam stammenden Maike Nobach-Bergen. Mit ihr hatte er zwei Töchter, Nuria (* 1975) und Nadine (* 1977). Aus gesundheitlichen Gründen übersiedelte Nobach 1973 von Bergheim-Ahe nach La Palma, wo er seinen Ruhestand verbrachte. Dort starb er 1985 im Alter von 66 Jahren.

## Schlagertexter

Label der Single Sprich nicht drüber von Wencke Myhre, 1965

Neben seiner Haupttätigkeit als Musikproduzent textete Nobach als Peter Ström zunächst zusammen mit Hans-Arno Simon (Musik, und Interpret im Trio Hans Arno Simon/Frido Grothey/Rudolf Klaus) 1953 den Schlagerklassiker Ach, sag‘ doch nicht immer Dicker zu mir (EG 7972). Bibi Johns übernahm Ich habe solche Angst (27. Oktober 1953). Für Fred Bertelmann entstanden zahlreiche Titel: Sie sagt nein nein nein (aufgenommen am 17. April 1956), Der Perlentaucher von Santa Margherita (Musik Rudi Lindt= Rudi von der Dovenmühle; 13. Juni 1956), Marie mit dem frechen Blick (20. Oktober 1956), Bahama Melodie (1959), Das blaue Meer und Du (24. Juni 1959), Der Dumme im Leben ist immer der Mann (Duett mit Chris Howland) (1959), Die Ballade vom Seeräuber Jim (25. Oktober 1959), Ti Amo Marina (25. Oktober 1959), In den Straßen von Roma (16. Januar 1960), Mein Herz bleibt in der Heimat (16. Januar 1960), Und Schuld daran sind nur die Frau’n (Duett mit Howland) 1960, Aber Du heißt Pia (1971). Wencke Myhre übernahm Sprich nicht drüber (mit Rudi von der Dovenmühle) (1965), Auf meinem Konto steht das Komma zu weit links mit Bully Buhlan (12. Dezember 1966) oder Cindy Jane (B-Seite von Monja) im September 1967 für Roland W.

## Filmmusik
Unter dem Pseudonym Peter Ström tauchte Nobach auch als Autor zusammen mit Partnern bei Filmmusiken auf. Er schrieb die Teenager-Melodie aus dem Film Wenn die Conny mit dem Peter (Premiere: 18. Dezember 1958), Mr. Music und Oh wie wohl in Tirol aus dem Film Wenn das mein großer Bruder wüßte (13. August 1959), Lago Maggiore aus dem Film Conny und Peter machen Musik (Musik von Gerhard Froboess, 12. August 1960) sowie mehrere Liedtexte für den Heimatfilm Die Zwillinge vom Zillertal.
Nobach schrieb die Musik zum Heimatfilm Almenrausch und Edelweiß (20. Dezember 1957), war Musikdirektor oder Musikproduzent bei den Filmen Das blaue Meer und Du (1959), Ja, so ein Mädchen mit 16 (1959), Gitarren klingen leise durch die Nacht (1959) oder Meine Nichte tut das nicht (1960).